# Parque Estadual Vassununga
O Parque Estadual Vassununga localiza-se no município de Santa Rita do Passa Quatro, no estado de São Paulo, Brasil. Possui uma área total de 2.071 hectares. Os decretos estaduais 52.546, de 26 de outubro de 1970, e 52.720, de 12 de março de 1971 criaram o parque. 
A área do parque está fragmentada, o que faz com que sofra ameaças pelo cultivo do entorno com cana-de-açúcar, eucalipto e pecuária.

## Geografia e ecologia
Os principais ecossistemas encontrados são Cerrado e Mata Atlântica. Famoso por seus jequitibás-rosa (Cariniana legalis), espécie ameaçada de extinção, o parque é conhecido por abrigar o que talvez seja a maior coleção da espécie do estado, país e mundo (já que a espécie é brasileira) e por seu exemplar gigante, o  "Patriarca", com seus 42 metros de altura e 4 metros de diâmetro. Inicialmente, alguns pesquisadores afirmavam que sua idade fosse mais de 3000 anos. Contudo, com novos estudos e tecnologia, estima-se que atualmente tenha cerca de 600 anos, sendo necessários aproximadamente 13 homens para abraçá-lo. 
Abriga um grande número de espécies de mamíferos e aves de ambos ecossistemas, como papagaio-verdadeiro, juriti-vermelho, pica-pau, bem-te-vi, onça parda, lobo-guará, cotias, pacas, macaco-prego, capivaras, e outros.
Sob gestão da Fundação Florestal (http://fflorestal.sp.gov.br/) o Parque recebe visitas diariamente, sendo grupos organizados através de agendamento prévio. Mais informações em https://guiadeareasprotegidas.sp.gov.br/ap/pe-vassununga/